# Psychologische Refraktärperiode
In der Aufmerksamkeits-Forschung bezeichnet man als Psychologische Refraktärperiode (PRP, engl.: Psychological Refractory Period) ein Zeitintervall, in dem nur ein Reiz verarbeitet werden kann. Der Begriff wurde 1952 von Alan T. Welford geprägt.
Zur Veranschaulichung des PRP-Effektes, der die sogenannte psychologische Refraktärzeit bezeichnet, kann man das Beispiel eines Mitarbeiters in einem Kraftwerk heranziehen. Jener Mitarbeiter ist mit der Überwachung diverser Vorgänge betraut. Dieser Überwachungstätigkeit liegt das Reagieren auf verschiedene Warnleuchten einer Schalttafel zugrunde. Bei einer solchen Tätigkeit kann es dazu kommen, dass zwei wichtige Lampen gleichzeitig oder nur in kurzem Abstand voneinander aufleuchten. Dies erfordert eine doppelte Tätigkeit des Mitarbeiters. Es ist dabei leicht vorzustellen, dass er nicht auf beide Reize adäquat schnell reagieren kann. In einer Firma könnte dies weit reichende Folgen haben.

## Grundlegende Prozesse
Auch in einem psychologischen Labor ist eine solche Situation herstellbar. Ein Proband soll auf zwei hintereinander dargebotene Reize möglichst schnell reagieren. Dabei kommt es dann zum PRP-Effekt, einer Verzögerung der Reaktion auf den zweiten Stimulus, also einer Verlängerung der Reaktionszeit 2 auf den zweiten Reiz. Die Reaktionszeit auf den ersten Stimulus wird nicht verlängert, bleibt unangetastet.
Der Begriff Refraktärperiode ist biologisch oder neurowissenschaftlich von der Refraktärzeit abgeleitet. Dabei ist die Zeit gemeint, die Neuronen nach einer Reizüberleitung brauchen, um wieder ein Aktionspotenzial zu transportieren. Für den PRP-Effekt beinhaltet der Ausdruck, dass neurologische Vorgänge beteiligt sind und es zu einer Verzögerung kommt.

## Modelle der Reizverarbeitung
Primär gibt es zwei Modelle, die diesen Effekt zu erklären versuchen. Die Kapazitäts-Teilungs-Modelle und die Verzögerungs-Modelle. Bei beiden Modellen wird ein  grundlegender, dreistufiger Reizverarbeitungsablauf angenommen. Nach einer ersten Phase der sinnlichen, oft visuellen, Wahrnehmung, die von den Reizeigenschaften abhängt, folgt eine Stufe der zentralen Verarbeitung. Diese Stufe besteht aus den Entscheidungen über die möglichen Reaktionsweisen und der endgültigen Festlegung. Auf diese Stufe der zentralen Informationsverarbeitung folgt eine motorische Stufe. Während die Kapazitätsteilungsmodelle von einem limitierten Pool an Verarbeitungsressourcen, der unter den beiden Aufgaben aufgeteilt werden muss, ausgehen, nehmen die Verzögerungsmodelle eine Art Flaschenhals an. Dieser Flaschenhals bewirkt, dass zwei gleiche Stufen nicht zur selben Zeit ausgeführt werden können. Dies ist die Erklärung für eine Reaktionsverzögerung bezüglich des zweiten Stimulus, da die Reaktionsstufen für den zweiten Reiz nicht ablaufen können, weil die Reaktion auf den ersten Reiz schon angelaufen ist und auf einer Stufe aktuell ist. Dennoch ist die Reaktionszeit für den zweiten Stimulus nicht grundsätzlich verlängert und die Reaktion 2 deshalb verzögert.
Mit Reaktionszeit ist die Zeit von der Präsentation des Reizes (Stimulus-Onset) bis zur Reaktion gemeint. Entscheidend für die Verzögerung von RT 2 ist das Intervall zwischen den beiden Reizen. Dieses Intervall wird als Stimulus onset asynchrony, kurz SOA, bezeichnet.
Grundsätzlich gilt dabei folgendes vereinfachtes Schema. Ist das SOA sehr kurz, so ist eine Überlappung der beiden Reaktionsprozesse (auf Stimulus eins und zwei) sehr wahrscheinlich. Es entsteht irgendwo im Verarbeitungsprozess der Flaschenhals und damit eine Pause, die „kognitive Slack“ genannt wird. Ist das SOA hingegen so lang, dass die Flaschenhalsstufen nicht überlagern, so  läuft Reaktion 2 ungehindert ab. Doch dies ist nur eine grundlegende Überlegung. Viel entscheidender für die Verzögerungstheorie ist die Lokalisation des Flaschenhalses. Je nach Vorhersage-Ansatz ergeben sich andere theoretische Grundkonstruktionen. Der Flaschenhals könnte dabei sowohl in der motorischen, in der sensorischen, aber auch, und das ist die am meisten verbreitete Annahme, in der zentralen Stufe der Verarbeitung liegen. Die unterschiedlichen Lokalisationen lassen bei einer statistischen Überprüfung der Ergebnisse auch andere statistische Effekte erwarten. Die drei möglichen Effekte sind:
- Die unteradditiven Effekte
- Die additiven Effekte
- Die überadditiven Effekte

Zur Überprüfung der Lokalisation muss man die verschiedenen Stufen der Reaktionsverarbeitung manipulieren. Man könnte annehmen, dass eine Veränderung der Stimuluseigenschaften auf die Wahrnehmungsstufe wirkt, eine Erleichterung der Reaktionsentscheidung auf die zentrale Verarbeitung Einfluss nimmt. Dabei könnte eine solche Erleichterung darin bestehen den Reiz, auf den reagiert werden soll auf der Seite auf dem Bildschirm zu zeigen, auf der auch ein Knopf gedrückt werden soll.

## Schlussfolgerungen im Forschungsbereich
Die Suche nach dem Flaschenhals gründet auf einer ganzen Reihe von unterschiedlichen Experimenten, mit jeweils unterschiedlichen Ansätzen, theoretischen Erklärungen und daraus resultierenden Interpretationsweisen.
Zudem bestehen Bestrebungen den Effekt im Zusammenhang zu anderen Größen, wie Übungsprozessen, Übereinstimmung von Reiz und Antwortmodalität, physiologischen Prozessen und beispielsweise psychopathologischen Verhältnissen zu überprüfen.
Dennoch gibt es bisher kein eindeutiges Ergebnis zur Lokalisation des Flaschenhalses bei der Bearbeitung zweier verschiedener Stimuli.
Generell werden bei der Überprüfung des PRP-Effektes zwei Aufgaben kombiniert. Die Single-Task-Aufgabe und die Dual-Task-Aufgabe. Die Single-Task-Aufgabe beinhaltet lediglich eine Einzelstimulusbearbeitung. Sie dient der Berechnung der Reaktionszeit unter den normalen Umständen. Man bestimmt diese vom Stimulus zwei. Die Dual-Task-Aufgabe ist der eigentliche Experimentaldurchgang. Hier tritt nun der PRP-Effekt auf.